# Антонова, Валентина Ивановна
Валентина Ивановна Антонова (в девичестве — Буханевич; 16 (29 октября) 1907, Санкт-Петербург — 18 мая 1993, Москва) — кандидат искусствоведения, специалист в области древнерусской живописи.
С 1930 года работала в отделе древнерусского искусства Третьяковской галереи. В 1938 году была арестована по делу А. И. Некрасова и провела год в Бутырской тюрьме. После освобождения вернулась к прежней работе, в 1948 году защитила кандидатскую диссертацию по теме «Памятники живописи Ростова Великого». В 1958 году стала заведующей отделом древнерусского искусства. Участвовала в систематизации и изучении фондов музея, в 1963 году ею был подготовлен двухтомный «Каталог древнерусской живописи XIV — начала XVII веков: Опыт историко-художественной классификации».
Похороненa на Николо-Архангельском кладбище.

## Основные работы
- Историческое значение изображения Дмитрия Солунского XII века из г. Дмитрова // КСИИМК. 1951. Вып. 4. С. 85-98;
- Новооткрытые произведения Дионисия в ГТГ. М., 1952;
- Московская икона начала XIV века из Киева и «Повесть о Николе Зарайском» // ТОДРЛ. 1957. Т. 13. C. 375—392;
- О Феофане Греке в Коломне, Переславле-Залесском и Серпухове // ГТГ: Материалы и исследования. М., 1958. Т. 2. С. 10-27;
- Иконографический тип Перивлепты и русские иконы Богоматери в XIV веке // Из истории русского и западноевропейского искусства: Материалы и исследования. М., 1960. С. 103—117;
- К вопросу о первоначальной композиции иконы Владимирской Богоматери // Византийский временник. 1961. Т. 18. С. 198—205;
- Антонова В. И., Мнёва Н. Е. Каталог древнерусской живописи XIV — начала XVII веков: Опыт историко-художественной классификации. М., 1963;
- Древнерусское искусство в собрании П. Корина. М., 1966;
- Государственная Третьяковская галерея. М., 1968. (Города и музеи мира);
- Одигитрия Смоленская раннего XIV века и её владелец Иван Мамонов // Средневековая Русь. М., 1976. С. 258—270.